# Polo de inaccesibilidad

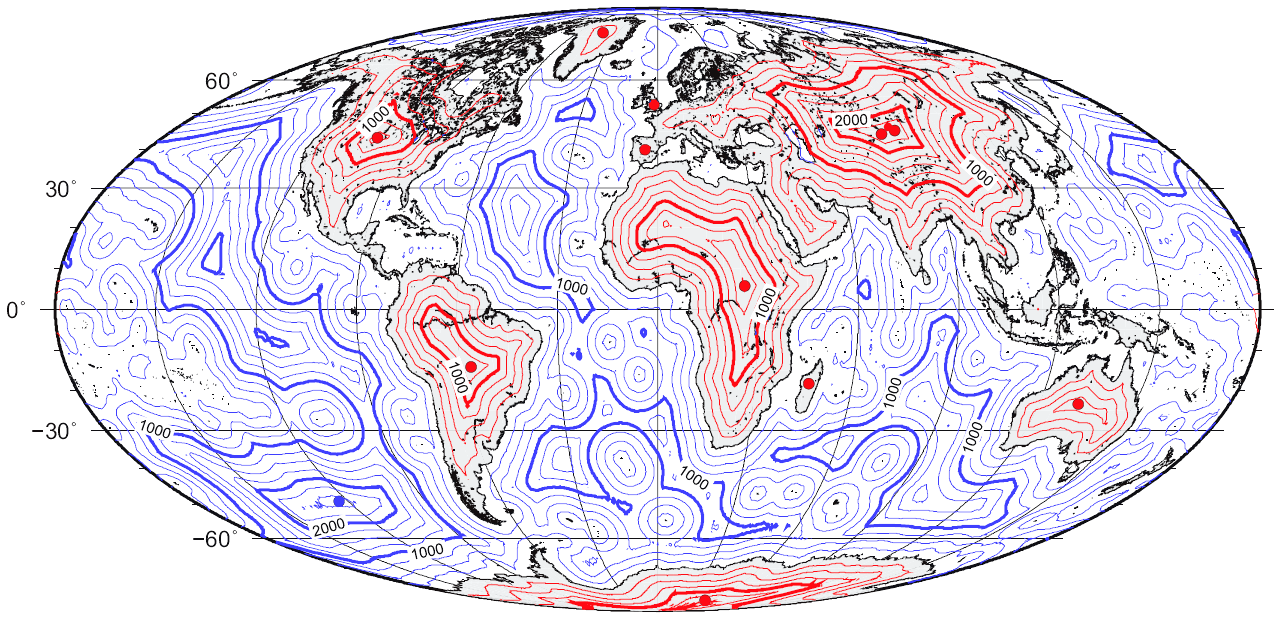
Mapa de distancia a la línea de costa con la localización de los principales polos de inaccesibilidad. Isolíneas cada 250 km (gruesas cada 1000 km). Proyección de Mollweide.

Un polo de inaccesibilidad (PIA) es un lugar que ofrece una máxima distancia o dificultad de acceso. Generalmente el término se usa como el lugar sobre la superficie de un continente o un océano que está a mayor distancia de la línea de costa, entendiendo como costa la de los océanos o mares conectados con el océano abierto. El lugar de la superficie de la Tierra más alejado de la costa está en el océano y es el polo de inaccesibilidad del Pacífico o Punto Nemo; es el lugar del mar más alejado de tierra firme. El lugar de la superficie de la Tierra más alejado del mar es el polo de inaccesibilidad de Eurasia (EPIA).
Un polo de inaccesibilidad debe por definición ser equidistante de tres puntos sobre la línea de costa.
|                   |                   | Localización PIA |          |           |       |         |
|                   |                   | Longitud         | Latitud  | Distancia | Error | Altitud |
| Región            | Región            | [grados]         | [grados] | [km]      | [km]  | [m]     |
| Antártida         | Antártida         | 54.97            | -82.97   | 1300      | ±110  | 3718    |
| África            | África            | 26.17            | 5.65     | 1814      | ±2    | 640     |
| Norteamérica      | Norteamérica      | -101.97          | 43.36    | 1639      | ±14   | 1030    |
| Sudamérica        | Sudamérica        | -56.85           | -14.05   | 1517      | ±12   | 396     |
| Australia         | Australia         | 132.27           | -23.17   | 928       | ±6    | 600     |
| Eurasia           | EPIA1             | 82.19            | 44.29    | 2510      | ±10   | 2700    |
| Eurasia           | EPIA2             | 88.14            | 45.28    | 2514      | ±7    | 710     |
| Gran Bretaña      | Gran Bretaña      | -1.56            | 52.65    | 108       | ±8    | 100     |
| Groenlandia       | Groenlandia       | -41.00           | 76.50    | 469       | ±25   | 2520    |
| Península ibérica | Península ibérica | -4.51            | 39.99    | 362       | ±4    | 595     |
| Madagascar        | Madagascar        | 46.67            | -18.33   | 260       | ±1    | 1220    |
| Punto Nemo        | Punto Nemo        | -123.45          | -48.89   | 2690      | ±3    | 0       |

## Polo de inaccesibilidad de Eurasia

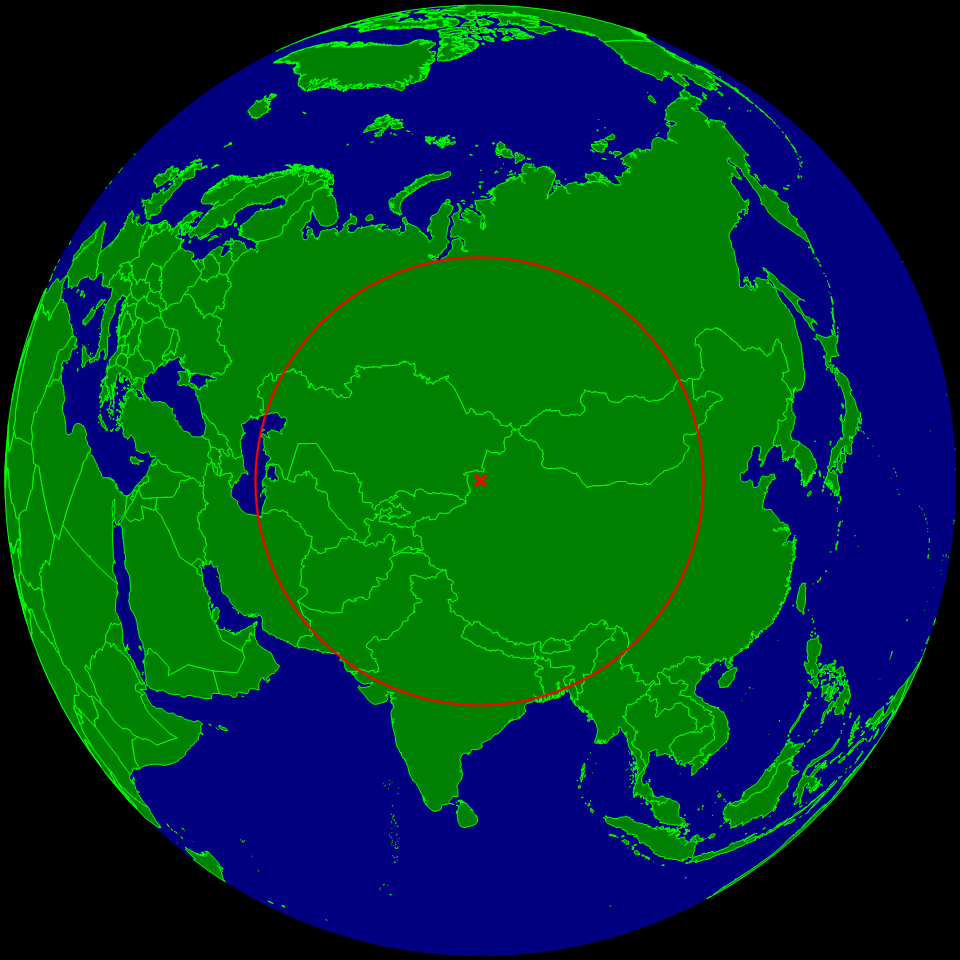
Polo continental de inaccesibilidad EPIA1

Éste es el lugar más alejado del mar en la superficie del planeta Tierra. Una localización citada con frecuencia es 46°16.8′N 86°40.2′E / 46.2800, 86.6700, aunque su cálculo, que no está documentado, no tiene en cuenta la línea de costa del golfo del Obi. Este lugar se encuentra en el desierto de Dzoosotoyn Elisen, provincia de Sinkiang, China, y está a 2.648 kilómetros del mar. Cálculos recientes señalan dos localizaciones alternativas (debido a la indefinición de la línea de costa en la desembocadura del río Ganges): EPIA1 44°17′N 82°11′E / 44.29, 82.19 y EPIA2 45°17′N 88°08′E / 45.28, 88.14, situados respectivamente a 2.510±10 km y 2.514±7 km de la línea de costa.

## Polo de inaccesibilidad del Pacífico
(48°52.6′S 123°23.6′O / -48.8767, -123.3933). También llamado el Punto Nemo. Es también el lugar del océano más alejado de cualquier tipo de tierra firme y se encuentra en el sur del océano Pacífico, a 2.688 kilómetros de la isla Ducie (perteneciente a las Islas Pitcairn) por el norte, de Motu Nui (un islote junto a la isla de Pascua) por el noreste y de la isla Maher (Antártida) por el sur.

## Polo sur de inaccesibilidad (o de la Antártida)

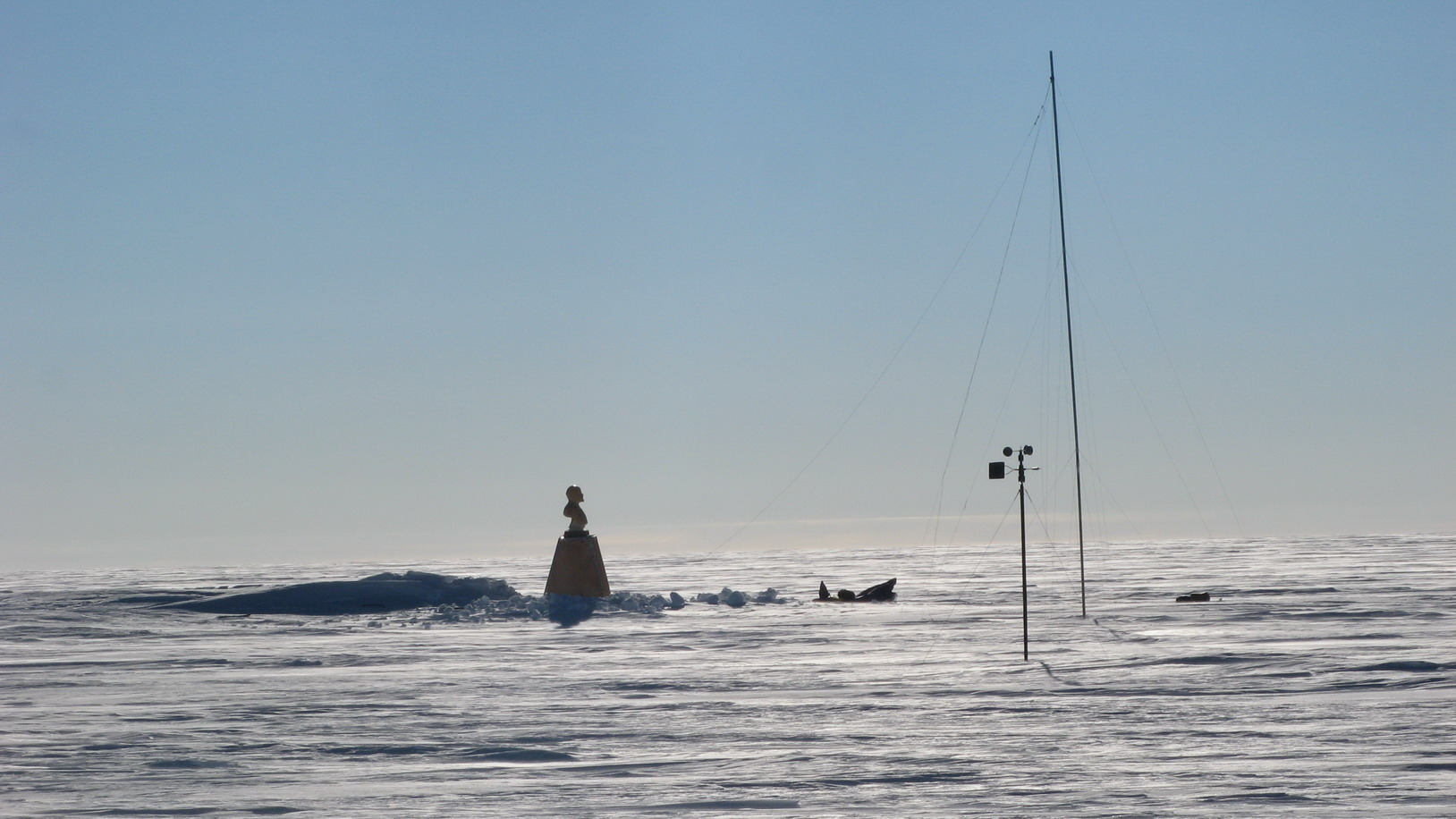
Antigua estación soviética sobre el polo sur de inaccesibilidad.

Comúnmente situado en (82°58′S 54°40′E / -82.967, 54.667). A una altitud de 3.718 m s. n. m., ocupado por la base rusa Vostok, es el punto del continente antártico más alejado del océano. Este punto es más difícil de alcanzar que el polo sur geográfico, del que dista 878 kilómetros. A causa de la dificultad de establecer la línea de costa de la Antártida, debido a las placas de hielo que circundan el continente, existe controversia sobre dónde se encuentra este punto y se dan varias coordenadas diferentes según sean los criterios para hallarlo. El Instituto de investigación Scott lo establece en 85°50′S 65°47′E / -85.833, 65.783. En cambio Poles.com lo sitúa en 82°53′14″S 55°4′30″E / -82.88722, 55.07500 con un cálculo que trata de marcar la costa eliminando al máximo las placas de hielo. Si se incluyen estas placas permanentes el punto es 83°50′37″S 65°43′30″E / -83.84361, 65.72500.
Fue alcanzado por primera vez el 14 de diciembre de 1958 por la tercera expedición antártica rusa para el proyecto Año Geofísico Internacional liderada por Yevgeny Tolstikov, y establecieron una base temporal, la base Polyus Nedostupnosti. Una segunda expedición rusa llegó a él en 1967 y colocaron un busto de Lenin con la cara orientada hacia Moscú, que todavía permanece en pie y está protegido como lugar histórico.
El 14 de diciembre de 2005 Ramón Larramendi, Juan Manuel Viu e Ignacio Oficialdegui fueron los primeros en la historia en llegar al polo de inaccesibilidad en las coordenadas más precisas, según el British Antartic Survey,  83°50′37″S 65°43′30″E / -83.84361, 65.72500, usando un vehículo eólico tirado por cometas, el Trineo de Viento (WINDSLED), y sin ningún tipo de apoyo motorizado. Fue en la Expedición Trasantártica española 2005.

## Polo norte de inaccesibilidad
(84°03′N 174°51′O / 84.050, -174.850). Punto más alejado de la costa en el océano Ártico. Dista 611 km del polo norte geográfico. Está situado a 1.453 km de punta Barrow (Alaska) y equidista 1.904 km de las otras dos masas continentales: isla Ellesmere y Tierra de Francisco José. Fue alcanzado volando por primera vez por Sir Hubert Wilkins en 1927. En 1957 un rompehielos ruso llegó hasta él. Debido a la deriva de las placas de hielo polares ninguna estructura permanente puede señalarlo.

## Otros polos de inaccesibilidad

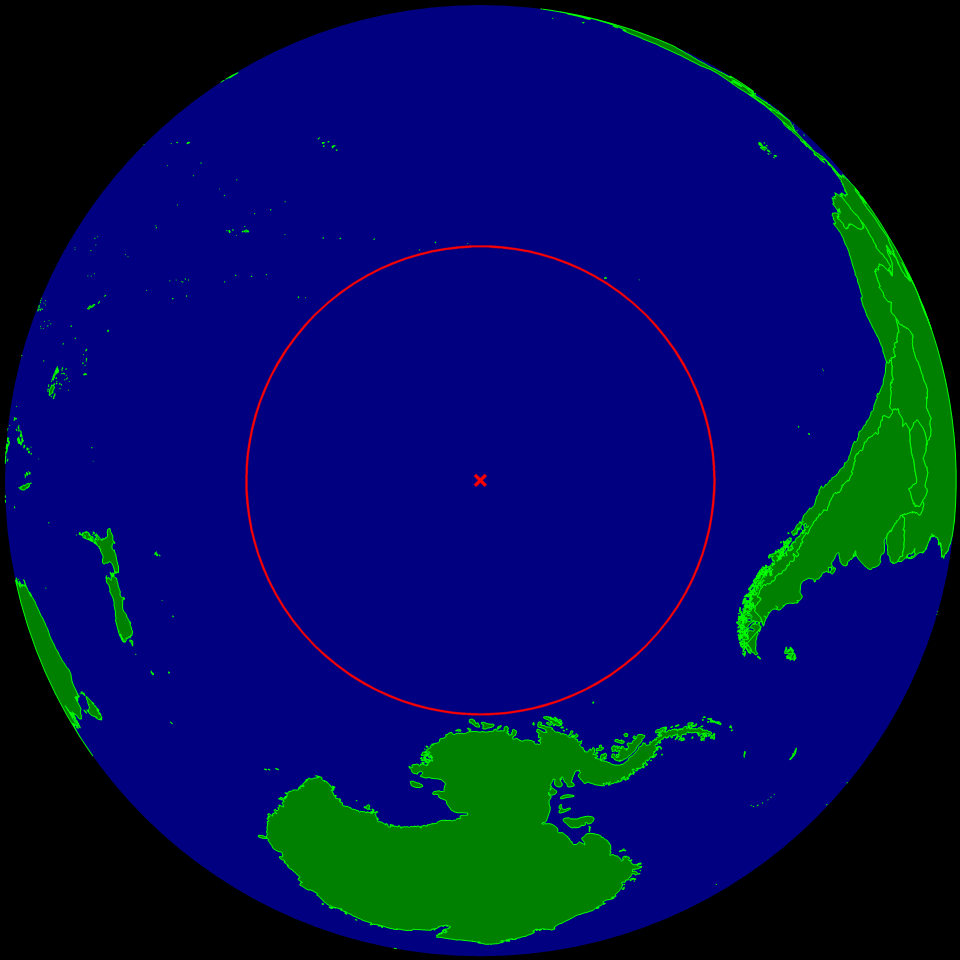
Localización en un mapa del polo de inaccesibilidad (PIA) del Pacífico

- Polo de inaccesibilidad de África (5°39′N 26°10′E / 5.65, 26.17[4]) está a 1.814 km de la costa, en un lugar es cercano a la confluencia de las fronteras de la República Centroafricana, Sudán del Sur y República Democrática del Congo, cerca de la ciudad de Obo.

- Polo de inaccesibilidad de América del Sur 14°03′S 56°51′O / -14.05, -56.85,[2] Punto ubicado a 50 km al noroeste de la localidad de Diamantino, Estado de Mato Grosso, Brasil. A 1520 km del golfo de Arica (cerca de la ciudad de Arica), de un punto de la costa atlántica entre São Paulo y Curitiba (Brasil) y de la desembocadura del río Tocantis, en el estuario de la isla Marajó, Brasil.

- Polo de inaccesibilidad de América del Norte, está en 43°22′N 101°58′O / 43.36, -101.97,[2] Dakota del Sur (EE. UU.), a 1.639 km del océano Pacífico, del mar del Caribe y de la bahía de Hudson.

- Polo de inaccesibilidad de Australia. Está localizado en 23°10′S 132°16′E / -23.17, 132.27.[2]